# Бассам ар-Раві
Бассам Хішам Алі ар-Раві (араб. بسام هشام الراوي; нар. 16 грудня 1997) — катарський футболіст іракського походження, захисник клубу «Аль-Духаїль» та національної збірної Катару, у складі якої — володар Кубка Азії 2019 року.

## Клубна кар'єра
Народився 16 грудня 1997 року. Вихованець юнацької команди «Аль-Райян», після чого перебував у Європі в іспанській «Сельті» та бельгійському «Ейпені», граючи за їх молодіжні команди.
У дорослому футболі дебютував 2017 року виступами за «Аль-Духаїль», кольори якої захищає й донині.

## Виступи за збірні
2016 року дебютував у складі юнацької збірної Катару, взяв участь у 3 іграх на юнацькому рівні.
Протягом 2015—2018 років залучався до складу молодіжної збірної Катару. На молодіжному рівні зіграв у 8 офіційних матчах.
2017 року дебютував в офіційних матчах у складі національної збірної Катару.
У складі збірної був учасником кубка Азії з футболу 2019 року в ОАЕ, де у грі проти Лівану забив перший гол своєї команди на турнірі, допомігши їй перемогти 2:0. В подальшому продовжував виходити на поле в основному складі, у грі 1/8 фіналу проти збірної Іраку забив єдиний м'яч зустрічі, який вивів його команду до чвертьфіналів. Півфінальний матч проти господарів, збірної ОАЕ, пропускав через перебір жовтих карток, що, утім, не завадило його команді впевнено виграти гру з рахунком 4:0. Відбувши одноматчеву дискваліфікацію, став учасником фінальної гри проти Японії, яку його команда виграла з рахунком 3:1 і уперше в історії стала чемпіоном континенту.
| Дата       | Місто    | Господарі         | Результат | Гості | Турнір                        | Голи | Примітки |
| ---------- | -------- | ----------------- | --------- | ----- | ----------------------------- | ---- | -------- |
| 09-01-2019 | Аль-Айн  | Катар             | 2 – 0     | Ліван | Кубок Азії 2019 - 1-й етап    | 1    |          |
| 13-1-2019  | Аль-Айн  | Північна Корея    | 0 – 6     | Катар | Кубок Азії 2019 - 1-й етап    | -    | 14'      |
| 17-1-2019  | Абу-Дабі | Саудівська Аравія | 0 – 2     | Катар | Кубок Азії 2019 - 1-й етап    | -    |          |
| 22-1-2019  | Абу-Дабі | Катар             | 1 – 0     | Ірак  | Кубок Азії 2019 - 1/8 фіналу  | 1    | 90+3'    |
| 25-1-2019  | Абу-Дабі | Південна Корея    | 0 – 1     | Катар | Кубок Азії 2019 - чвертьфінал | -    | 40'      |
| 01-02-2019 | Абу-Дабі | Японія            | 1 – 3     | Катар | Кубок Азії 2019 - Фінал       | -    |          |
| Усього     |          | Матчів            | 6         |       | Голів                         | 2    |          |

## Досягнення

### Клубні
- Чемпіон Катару (3): 2017-18, 2019-20, 2022-23
- Володар Кубка Еміра Катару (3): 2018, 2019, 2022
- Володар Кубка наслідного принца Катару (1): 2018
- Володар Кубка зірок Катару (2): 2022-23, 2024-25

### Збірні
- Володар Кубка Азії (2): 2019, 2024